# Nguyễn Huỳnh Minh Huy
Nguyễn Huỳnh Minh Huy (* 11. Oktober 1987 in Đồng Tháp) ist ein vietnamesischer Großmeister im Schach.
Mit der vietnamesischen Nationalmannschaft nahm er zweimal an den asiatischen Mannschaftsmeisterschaften (2014–2016) teil. Außerdem vertrat er sein Land bei den Schacholympiaden 2014 und 2016.
In der österreichischen Schachbundesliga spielte er in der Saison 2015/16 für den SC Sparkasse Götzis. In der ungarischen höchsten Liga spielte er in der Saison 2016/17 Lila Futó-Hóbagoly SE.
Im Jahr 2008 wurde er Internationaler Meister, seit 2014 trägt er den Titel Großmeister und seit 2019 den Titel FIDE Trainer.
Seine bisher höchste Elo-Zahl war 2522 im September 2014.
| Hier fehlt eine Grafik, die leider im Moment aus technischen Gründen nicht angezeigt werden kann. Wir arbeiten daran! |